# Boiga wallachi
Boiga wallachi är en ormart som beskrevs av Indraneil Das 1998. Boiga wallachi ingår i släktet Boiga och familjen snokar. Inga underarter finns listade.
Arten förekommer på Nicobaröarna som tillhör Indien. Honor lägger ägg. Ormen lever i kulliga regioner vid 350 meter över havet. Exemplaren vistas i tropiska skogar. De hittades på marken nära vattendrag. Födan utgörs antagligen av grodor och andra smådjur. Ibland besöks byar för att hämta kycklingar.
Beståndet hotas av landskapsförändringar. I regionen inrättades ett biosfärreservat. Troligtvis påverkades populationen av tsunamin året 2004. IUCN listar arten med kunskapsbrist (DD).